# Escriptura (document)
Escriptura és la representació escrita d'un negoci jurídic sota la fe pública notarial.
Les escriptures que afecten propietats immobiliàries s'inscriuen al Registre de la Propietat. Encara que qualsevol transacció es pot documentar en una escriptura, de fet la immensa majoria són propietats immobiliàries.

## Parts d'una escriptura

### Lloc i data d'atorgament
Les escriptures són encapçalades per un número (el número de protocol) que li correspon segons l'orde d'atorgament. Aquest número comença cada any amb l'1 i acaba a la darrera escriptura documentada. Tot seguit s'indica el lloc d'atorgament, generalment la població de residència del Notari, o alguna de les viles del districte, ja que el Notari no té fe pública fora del seu districte (excepte algunes habilitacions especials per eleccions o fets molts concrets). El Notari dona fe també de la data d'atorgament, i en cas de conflicte la data que s'assenyala a l'escriptura és determinant (per exemple, si no s'inscriu i accedeix un embargament posterior una "terceria de domini" permet demostrar per la data notarial que el negoci jurídic s'havia fet abans de l'embargament). El Notari també indica el seu nom i el del seu Col·legi (a Catalunya el Col·legi de Notaris de Catalunya).

### Identificació i judici de capacitat
El Notari dona fe de la capacitat de les parts contractants, al seu judici. Quan existeixen dubtes pot demanar la presència d'algun metge que certifiqui que algun dels atorgants de la capacitat del qual hi ha dubtés, té coneixement del que s'està documentant. Identifica als atorgants pels seus documents d'identitat (de vegades també perquè els coneix) que han de ser forçosament el DNI o el passaport espanyol, sense ser vàlid el carnet de conduir. Aquesta identificació és important, ja que de no fer-se qualsevol podria anar a vendre o hipotecar en nom d'un altre que no en sabria res. En cas de no tenir DNI o passaport, la identificació la poden fer dos testimonis desinteressats que puguin ser identificats pel notari.

### Part expositiva
A la part expositiva s'assenyalen les dades essencials segons les indicacions dels contractants: descripció de la finca, dades registrals, titularitat, estat de càrregues, llibertat d'arrendaments, despeses de comunitat, Ibi i altres despeses, protecció oficial si s'escau, referència cadastral, cèdula d'habitabilitat i ús de l'habitatge com a conjugal o convivencial.
La finca es descriu segons el títol o escriptura anterior d'on resulta la propietat de la persona que presenta aquesta com a seva. Aquesta descripció es comprova amb la que resulta al Registre de la Propietat on el Notari demana informació registral continuada que li comunica per escrit la descripció, titularitat i càrregues. Aquesta informació té una vigència de deu dies, passats els quals pot ser renovada per altres deu dies. En cas d'alguna variació el registre la comunica per fax el notari per si veu convenient aturar l'atorgament.

### Part dispositiva
Es passa seguidament a la part dispositiva on s'acorda el contracte, que pot ser molt variat, sent les més freqüents les escriptures de compravenda, d'hipoteca, de donació, de declaració d'edificació i d'herència.
En la part dispositiva s'indica la forma d'adquisició (per exemple els catalans, pel seu règim de separació de béns, adquireixen per a si mateixos, o en cas de ser més d'un, per meitat i proindivís o per les parts indivises adients), el preu amb detall dels pagaments (el valor en les donacions i herències), i el pagament de despeses (són a càrrec del comprador, donatari, hipotecant o hereu, excepte l'impost municipal sobre l'increment del valor dels terrenys de naturalesa urbana (conegut per la plusvàlua), que és a càrrec de la part venedora per llei); si es tracta d'un préstec garantit amb hipoteca, l'escriptura assenyala el capital del préstec, termini d'amortització, interessos, demores, causes d'execució, les garanties per les quals es constitueix la hipoteca (s'ha de garantir el capital, els interessos i les despeses judicials), i regula l'execució judicial o extrajudicial deixant taxada la finca.

### Atorgament i autorització
A la part final el Notari fa les reserves i advertències legals. Aquesta és modernament la part més llarga d'una escriptura, ja que mentre fa vint anys ocupava només dues línies, a causa de la considerable legislació, i a les modernes circumstàncies paral·leles a un negoci immobiliari, s'ha d'advertir d'un gran nombre d'aspectes, fins a una extensió que sovint és superior a la resta de l'escriptura.
El Notari llegeix l'escriptura per la renúncia dels atorgants de fer-ho per si mateixos (encara que de vegades els atorgants exerceixen el seu dret, el Notari torna a llegir l'escriptura) i si estan conformes, la signen. El Notari veu com posen les signatures i finalment posen el seu signe, firma i rúbrica i el segell de la notaria, i immediatament prepara el document PDF per passar l'escrit per via telemàtica al Registre de la Propietat corresponent a la demarcació de la finca.

## Tramitació a Hisenda i Registre de la Propietat
Les escriptures han de ser presentades a Hisenda (a Catalunya a l'Oficina liquidadora de la Generalitat de Catalunya) en el termini de trenta dies naturals, i només quan Hisenda ha segellat l'escriptura amb el pagament de l'impost corresponent (7% en compravenda, 1% de la responsabilitat hipotecaria en les hipoteques, una escala segons import i parentiu a les herències i donacions) es pot presentar al Registre de la Propietat.
La tramitació la pot fer el mateix interessat, la mateixa notaria, o una gestoria. Moltes d'aquestes gestories són filials d'entitats bancàries que perceben una despesa suplementària per la tramitació. Els atorgants podrien fer el tràmit per si mateixos, però quan es tracta d'hipoteca el prestador no té la seguretat que l'escriptura serà inscrita pel mateix hipotecant (que és part interessada a fer que no s'inscrigui) i exigeix la intervenció de la gestoria.
La presentació al Registre no té termini. El notari ha consultat prèviament al registre l'estat de càrregues de la finca, i ha enviat l'escriptura al cap d'uns minuts de l'atorgament per via telemàtica al Registre de la Propietat, i això impedeix que una càrrega posterior s'inscrigui abans del negoci documentat; però si l'escriptura segellada per Hisenda no es comunica al Registre de la Propietat, aquest no pot fer la inscripció, i una càrrega posterior podria tenir accés per davant del negoci escripturat, ja que al registre és primer en dret qui és primer a presentar (potior tempus potior juris = primer en el temps, primer en el dret).

## Altres escriptures
Quan una persona no pot estar present a l'atorgament pot atorgar poder a un altre perquè el representi. Això és una escriptura d'apoderament, especialment freqüent pels tràmits judicials, per moments específics, o per les societats, que poden estar representades per un o més d'un administrador, per un consell d'Administració, o per apoderats designats (especialment les grans societats com els bancs, amb sucursals en molts llocs). Els poders per actes concrets no necessiten cap registre especial, però els de societats s'inscriuen al Registre Mercantil de cada província. Els poders poden ser revocats però el notari pot saber la vigència d'un poder mitjançant una consulta a un registre telemàtic de poders revocats.
Les societats (anònimes, limitades, cooperatives) són constituïdes mitjançant escriptura pública justificant l'aportació de diners amb certificat del banc i que el nom escollit no el té cap altra societat (certificat pel Registre Mercantil Central). També un edifici de nova planta o que mai ha estat declarat abans al registre de la Propietat, es declara en escriptura, justificant la llicència d'obres, l'assegurança decennal (si és per vendre), el final d'obra i la presentació al Registre de la Propietat del llibre de l'edifici. En edificacions antigues cal generalment un certificat municipal de la seva existència des de fa més de quatre anys i de què no té cap infracció urbanística que pugui suposar la demolició; per un greu defecte al redactat de la llei catalana, els quatre anys podrien ser interpretats com si fossin des de l'entrada en vigor de la llei i encara que és absurd es plantegen sovint problemes en aquest aspecte, ja que alguns funcionaris municipals només permeten la legalització d'edificacions de fa uns trenta anys o més agafant-se a aquesta errada evident i s'ha de recórrer a la seva existència al cadastre on sovint consta l'any des del qual apareix l'edificació; la manca d'infracció urbanística es justifica llavors per defecte, si no consta cap anotació al Registre de la Propietat.
En les herències cal justificar la mort amb certificat de defunció, si existeix o no testament amb un certificat del registre general d'actes d'última voluntat (a Madrid amb una sucursal a Barcelona, necessària per la negativa dels funcionaris de Madrid a acceptar els certificats de defunció emesos en català, tot i ser evidentment comprensibles) i en cas de manca de testament amb una acta de notorietat on el notari declara les persones que tenen dret a l'herència. L'escriptura consisteix en un inventari de béns, immobles i mobles, més un 3% d'aixovar per tothom; també s'inclouen les assegurances, l'existència o no de les quals el notari comprova en el registre d'assegurances.
La problemàtica més freqüent és la segregació de finques, que avui dia no es pot portar a terme en escriptura a Catalunya més que en sòl classificat d'urbà, ja que requereix llicència municipal de segregació que no s'atorga. Els casos més punyents són els de les particions d'herència on les finques rústiques han de romandre indivises entre diversos hereus (o hereus dels hereus), els repartiments d'una propietat entre fills, o el de persones que voldrien adquirir petits trossos per fer més gran la seva finca.

## Actes i testaments
A deferència de les escriptures, les actuacions notarials que no tenen per finalitat un negoci jurídic i es limiten a la constància de fets o manifestacions, són considerades "actes". Les expressions de voluntat són els testaments i codicils.